# 王淑抃
王淑抃（1581年—？），字符清，號肖白，陝西西安府耀州軍籍。

## 生平
万历三十一年癸卯科举人，三十五年（1607年）丁未科进士，初授无极知县，调宝坻县。万历三十九年辛亥京察，由其父吏部右侍郎王图主持，祭酒湯賓尹与其弟子王紹徽令御史金明時彈劾時任寶坻知縣的王淑抃贓私巨萬，又伪造王淑抃弹劾其伯父王国的奏疏，企图牵连王图，王图上疏言狀，明神宗下令调查，最终汤宾尹在考察中以不謹被褫官，金明時亦被廢黜。由此引發東林黨大噪，王图被群起而攻，九月后被迫告归。
天启三年，王图起复故官，次年进礼部尚书，王淑抃亦擢官至户部主事，寻为党附魏忠贤的王紹徽指使御史弹劾，遂被削籍追夺诰命，不久去世。王淑抃亦被御史石三畏弹劾削奪。崇禎元年，王淑抃上疏申冤，後官至戶部郎中。

## 家族
曾祖王宗仁，壽官；祖父王邦憲，曾任山東萊州府通判；父王圖，中順大夫詹事府少詹事兼翰林院侍读学士，晋禮部尚書。母安氏，贈孺人；継母昝氏，封孺人。具庆下。兄淑璟、淑崇。弟淑度、淑琦、淑襄、淑淹、淑基、淑修。